# Beachhandball-Ozeanienmeisterschaften 2023
Die Beachhandball-Ozeanienmeisterschaften 2023, die kontinentalen Meisterschaften der Oceania Continent Handball Federation (OHF), waren die fünfte Austragung des Wettbewerbs. Die Spiele wurden vom 20. bis 23. April in Coolangatta, Gold Coast, Australien, ausgetragen. Veranstalter war die Oceania Continent Handball Federation, organisiert wurden die Wettbewerbe von Handball Queensland und Handball Australia.

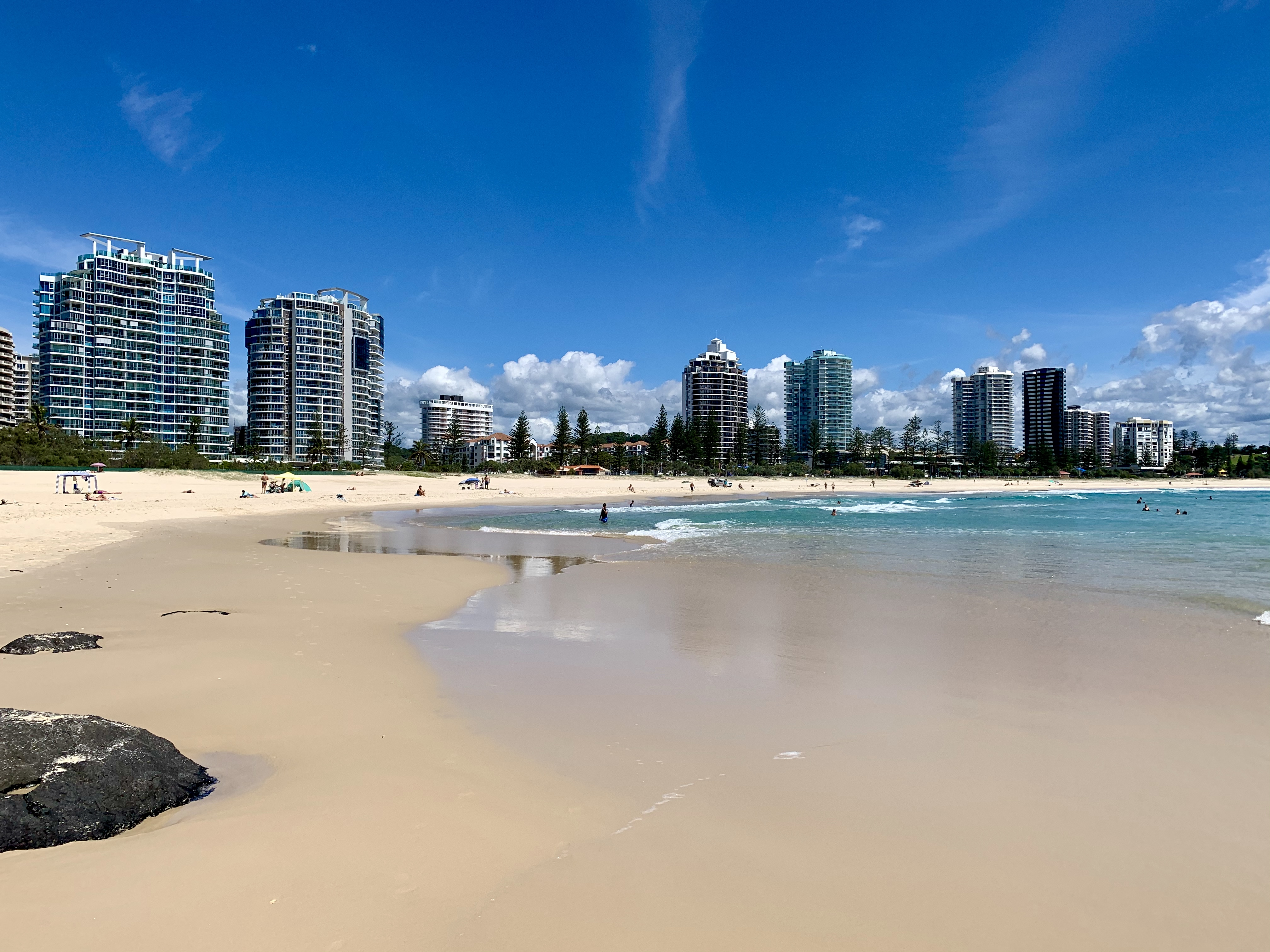
Coolangatta Beach

Anders als in den Jahren zuvor fanden die kontinentalen Titelkämpfe dieses Mal nicht parallel zu den Australischen Meisterschaften im Beachhandball statt. Austragungsort war das dritte Mal nach 2016 und dem Vorjahr in Coolangatta. Nachdem im Vorjahr noch bedingt durch die Nachwirkungen der COVID-19-Pandemie sowohl bei den Männern als auch den Frauen nur die Mannschaften der Gastgeber sowie aus Neuseeland teilgenommen hatten, traten wieder Mannschaften aus vier Nationen an, wobei es eine Nation mehr bei den Frauen als bei den Männern war. Mit Amerikanisch-Samoa und den Cookinseln kehrten zwei Gebiete mit eigenständigen Nationalmannschaften zurück, die schon zuvor an Ozeanien-Meisterschaften teilgenommen hatten.
Die Titelträger qualifizierten sich für die World Beach Games 2023 auf Bali sowie für die Weltmeisterschaften 2024.
| Frauen Details | Coolangatta, Gold Coast Australien | Australien | 2:0 | Amerikanisch-Samoa | Cookinseln | 2:0                 | Amerikanisch-Samoa  |
| Männer Details | Coolangatta, Gold Coast Australien | Australien | 2:1 | Neuseeland         | Cookinseln | nur drei Teilnehmer | nur drei Teilnehmer |

## Platzierungen teilnehmenden Nationalmannschaften
| Nation             | Frauen | Männer |
| ------------------ | ------ | ------ |
| Amerikanisch-Samoa | 04     | 0–     |
| Australien         | 01     | 01     |
| Cookinseln         | 03     | 03     |
| Neuseeland         | 02     | 02     |
| Teilnehmerzahl     | 04     | 03     |

| Legende | Legende | Legende | Legende                |
| ------- | ------- | ------- | ---------------------- |
| 1       | 2       | 3       | Podest-Platzierungen   |
| 4       | 4       | 4       | weitere Halbfinalisten |